# モウコガマ
モウコガマ (Typha laxmannii) は、ガマ科ガマ属に分類される植物。

## 概要
茎は細長く、高さは0.8-1.3m。葉は線形で、長さ50-90cm、幅2-4mm。花茎上部に長さ4-17cmの雄花群がつき、その下につく雌花群都の間には4-6cmの隙間が開いている。花期、果実期は6-9月、染色体数は2n=30。

## 分布
中国やロシアなどを含むユーラシア大陸やヨーロッパに広く分布する。日本では帰化植物として扱われており、北海道や秋田県、千葉県などで確認されている。一方で、秋田県のモウコガマについては、在来種であるとの指摘もある。
湖沼や湿地、水路、浅い川などに生育する。

## 分類
モウコガマは他のガマ属植物、特にヒメガマなどと類似するが、次のような点で区別される。
- モウコガマでは雄花群と雌花群の間に隙間があるが、ガマ、コガマではそのような隙間はない。
- モウコガマには雌花に小苞がないが、ヒメガマにはある。

### 変種
以下の様な変種を認めることもある。
- Typha laxmannii var. bungei Krasnova
- T. l. var. getica Morariu
- T. l. var. mongolica Kronfeld
- T. l. var. turczaninovii Krasnova